# بنیاد مالی ان‌اچ‌اس بیمارستان‌های دانشگاه آینتری
بنیاد مالی ان‌اچ‌اس بیمارستان‌های دانشگاه آینتری (به انگلیسی: Aintree University Hospitals National Health Service Foundation Trust) بیمارستانی همگانی سرویس سلامت همگانی (ان اچ اس) در بریتانیا است و دارای ۷۱۲ تخت است.